# Itatodon
Itatodon is een geslacht van uitgestorven basale Mammaliaformes dat bekend is van de Itat-formatie uit het Bathonien van Rusland. 
De typesoort Itatodon tatarinovi werd in 2005 benoemd door Alexandr Lopatin en Alexandr Awerianow. Het geslacht is vernoemd naar de formatie, terwijl de soortaanduiding verwijst is naar Leonid Petrovich Tatarinov die de eerste docodont uit Azië beschreef.
Het is bekend van holotype PIN, no. 5087/2, gevonden in de Berezovskii-groeve bij het dorp Nikoljkoje. Het bestaat uit een rechterondermolaar. Toegewezen is een fragment van een linkerondermolaar, specimen PM TGU, no. 200/5-BR-1.
In 2006 werden twee unieke kenmerken vastgesteld. De kam tussen knobbels a en b is gereduceerd zodat hij eindigt aan de basis van a of g. Aan de basis van de binnenzijde bevindt zich een dik cingulide dat sterker ontwikkeld is dan bij andere docodonten.
Toen het voor het eerst werd beschreven, werd gedacht dat het een docodont was vanwege een pseudotalonide, maar sommige recente fylogenetische studies hebben het, samen met zijn naaste verwant Paritatodon, toegewezen aan Shuotheriidae, dus in de zoogdieren, terwijl anderen het nog steeds als een docodont beschouwen.